# Liste der Kulturgüter in Loveresse
Die Liste der Kulturgüter in Loveresse enthält alle Objekte in der Gemeinde Loveresse im Kanton Bern, die gemäss der Haager Konvention zum Schutz von Kulturgut bei bewaffneten Konflikten, dem Bundesgesetz vom 20. Juni 2014 über den Schutz der Kulturgüter bei bewaffneten Konflikten sowie der Verordnung vom 29. Oktober 2014 über den Schutz der Kulturgüter bei bewaffneten Konflikten unter Schutz stehen.
Es sind weder A-Objekte noch B-Objekte auf dem Gemeindegebiet ausgewiesen, Objekte der Kategorie C fehlen zurzeit (Stand: 15. März 2024). Unter übrige Baudenkmäler sind Objekte zu finden, die im Bauinventar des Kantons Bern als «schützenswert» verzeichnet sind.

## Übrige Baudenkmäler
Hinweis: Als Objekt-Identifikator (ID) wird die Grundstücksnummer verwendet.
| ID  | Foto |                 | Objekt                                                                        | Typ | Standort                            | Beschreibung |
| --- | ---- | --------------- | ----------------------------------------------------------------------------- | --- | ----------------------------------- | ------------ |
| 531 | ja   | Datei hochladen | Brücke über die Birs (frühes 19. Jh.) / Pont sur la Birse (début du 19ème s.) | G   | Pont-Sapin N.N. 585581 / 231891     |              |
| 544 | BW   | Datei hochladen | Ehemaliges Bauernhaus (1716) / Ancienne ferme (1716)                          | G   | Champs Carnaux 1 584553 / 232415    |              |
| 546 | BW   | Datei hochladen | Bauernhaus (1826) / Ferme (1826)                                              | G   | Le Chêne 3 584519 / 232384          |              |
| 610 | BW   | Datei hochladen | Schulhaus (1858) / Ecole (1858)                                               | G   | Chemin de l’Ecole 3 584642 / 232355 |              |

Hinweis zur Legende: Anstelle der KGS-Nummer wird als Objekt-Identifikator (ID) die Grundstücksnummer verwendet.